# 竹內友佳
竹內友佳（1988年5月12日—），出身於大分縣。日本富士電視台播報員。

## 經歷
先後就讀於岩田高等學校、早稻田大學文化構想學科（表象、媒體論系）。
大學期間2009年，成為早稻田Collection的冠軍（早稻田大學廢除了選美活動，這個活動與原先的選美相似）。在富士電視網的《新報導PREMIERE A》做兼職，為她之後順利進入富士電視台打下良好基礎。
2011年正式加入富士電視台，同期入社的還有生田龍聖和三田友梨佳。

## 外部連結
- 富士電視台 竹內友佳 （页面存档备份，存于）